# Кассиодоры
Кассиодо́ры (лат. Cassiodorus) — древнеримский аристократический род, самым известным членом которого был Кассиодор Сенатор, один из наиболее видных деятелей Остготского королевства.
Первоначальным местом жительства Кассиодоров были восточные провинции Римской империи: скорее всего, Сирия. Ономастические данные свидетельствуют, что традиционное имя представителей этой семьи — Кассиодор (буквально — «Дар [Зевса] Касия») — восходило к широко распространённому в окрестностях Антиохии культу Зевса Касийского, главное святилище которого находилось на горе Касий. Вблизи Антиохии обнаружена и бо́льшая часть грекоязычных надписей, в которых упоминается о людях с именем Кассиодор (др.-греч. Κασιόδωρος и Κασσιόδωρος). Монументальность надгробных памятников, воздвигнутых над могилами этих Кассиодоров, свидетельствует о их принадлежности к высшему обществу Антиохии.
Возможно, некоторым из Кассиодоров удалось войти в высшие круги знати Восточной Римской империи. Так, их ближайшим родственником был Гелиодор, занимавший должность префекта претория при византийском императоре Льве I Макелле. Вероятно, Кассиодоры были связаны родственными узами с представителями и других знатных древнеримских родов: например, Аврелиев и Анициев. Сведения об этом сохранились в единственном дошедшем до нашего времени фрагменте написанного Кассиодором Сенатором трактата «История рода Кассиодоров» (лат. «Ordo genesis Cassiodororum»). Тем не менее, по сравнению с другими сенаторскими семьями, Кассиодоры могли считаться «новыми людьми» среди знати Западной Римской империи. Современные историки даже предполагают, что Кассиодор Сенатор «испытывал определённую зависть к таким древним римским родам как, например, Аниции» и поэтому «пытался связать своё происхождение с этой аристократической фамилией».
Вероятно в начале V века, по крайней мере, один из Кассиодоров переселился на Апеннинский полуостров. Первым достоверно известным представителем этой ветви рода был живший в 440—450-х годах иллюсстрий Кассиодор. В Южной Италии он обзавёлся значительным имуществом: в том числе, поместьем вблизи Скилация (современный Скуилачче). Также Кассиодор прославился среди земляков успешными действиями против вандалов короля Гейзериха. Это позволило Кассиодору и его потомкам войти в высшие круги знати Бруттия. Его сын — трибун и нотарий Кассиодор — был другом патриция Флавия Аэция и участником одного из посольств к царю гуннов Аттиле.
Сын трибуна Кассиодора — Кассиодор Старший — стал одной из наиболее приближённых к правителям Италии персон: сначала к Одоакру, а затем к Теодориху Великому. В правление короля остготов (между 503 и 507 годами) он получил одну из наиболее высоких государственных должностей — префекта претория Италии, а чуть позднее — сан патриция. По этому случаю был обнародован специальный указ, написанный от имени Теодориха Великого тогда ещё молодым Кассиодором Сенатором, сыном Кассиодора Старшего. В этом документе прославлялся как сам Кассиодор Старший, так и его предки.
Наибольших же успехов на государственной службе добился последний из рода Кассиодоров — Кассиодор Сенатор. Среди полученных им постов — должности квестора священного дворца (507—523 годы), консула (514 год), магистра оффиций (523—527 годы) и префекта претория (533—539 годы). Кассиодор Сенатор был также одним из наиболее выдающихся писателей, историков и богословов своего времени. Среди его трудов: собрание писем «Варии», «Хроника», «Толкование псалмов» и другие сочинения. В конце 538 или начале 539 года Кассиодор Старший оставил государственную службу и в конце концов возвратился на родину своих предков — Бруттий, где около 554 года основал монастырь Виварий. Здесь он умер в 580-х годах: когда точно, неизвестно. О существовании более поздних членов рода Кассиодоров сведений не сохранилось.